# 청년 튀르크당

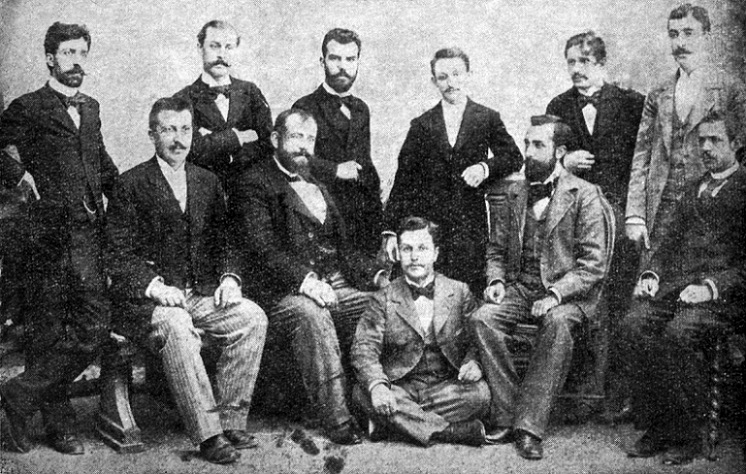

청년 튀르크당(튀르키예어: Jön Türkler 또는 Genç Türkler)은 1889년에 압둘 하미드 2세가 러시아-투르크 전쟁(1877~1878)을 이유로 헌법을 정지시키고 전제 정치를 부활한 것에 대항하여 만들어진 단체로, 처음에는 비밀 결사로 출발하였다.영어로는 영턱스(Young Turks)라고 부른다. 육군사관학교와 기술학교 장교들, 교사, 지식인, 기타 회사원이 많이 가담했는데, 20세기에 들어와 청년 장교층이 혁명의 중심이 되면서 세력이 커졌다.
1908년, 청년 튀르크당은 당원들과 군대를 동원하여 황제 압둘 하미드 2세에게 압력을 가해 미드하트 헌법 부활을 서명하게 한 동시에 퇴위를 강요했다. 이후 더욱 분명한 근대화가 시작되었으며 기관총, 전투기, 수류탄 등도 사용되기 시작했다. 그러나 극단적인 튀르크 민족주의는 오스만 제국 내의 아랍인과 다른 이민족의 반발을 불러 일으켰다. 더구나 제1차 세계대전 당시에는 독일 제국 편에 가담하여 패전국 취급을 받았으며, 가혹한 세브르 조약에 승인하게 되어 국민들의 원성을 샀다. 결국, 이 단체는 1922년 11월에 오스만 제국이 해체될 때 같이 해체되었다.